# Amazonina neocastanea
Amazonina neocastanea är en kackerlacksart som beskrevs av Rocha e Silva 1958. Amazonina neocastanea ingår i släktet Amazonina och familjen småkackerlackor. Inga underarter finns listade i Catalogue of Life.